# Magnicourt-en-Comte
Pour les articles homonymes, voir Magnicourt (homonymie).
Magnicourt-en-Comte (en picard : Manicourt-in-Comteï) est une commune française située dans le département du Pas-de-Calais en région Hauts-de-France. Ses habitants sont appelés les Magnicourtois. La commune fait partie de la communauté de communes des Campagnes de l'Artois.

## Géographie

### Localisation
Localisée dans le sud-est du département du Pas-de-Calais, Magnicourt-en-Comte est une commune située, à vol d'oiseau, à 11 km à l'est de la commune de Saint-Pol-sur-Ternoise (aire d'attraction) et à 24 km au nord-ouest de la commune d’Arras (chef-lieu d'arrondissement et préfecture du Pas-de-Calais).
Le territoire de la commune est limitrophe de ceux de sept communes.
Les communes limitrophes sont  Bailleul-aux-Cornailles, Bajus, Chelers, Frévillers, La Comté, La Thieuloye et Monchy-Breton.

### Géologie et relief
La superficie de la commune est de 9,86 km2 ; son altitude varie de 86  à   181 m.

### Hydrographie
Le territoire de la commune est situé dans le bassin Artois-Picardie.
C'est dans la commune que la Lawe, cours d'eau naturel de 40,97 km, prend sa source et se jette dans la Lys au niveau de la commune de La Gorgue.

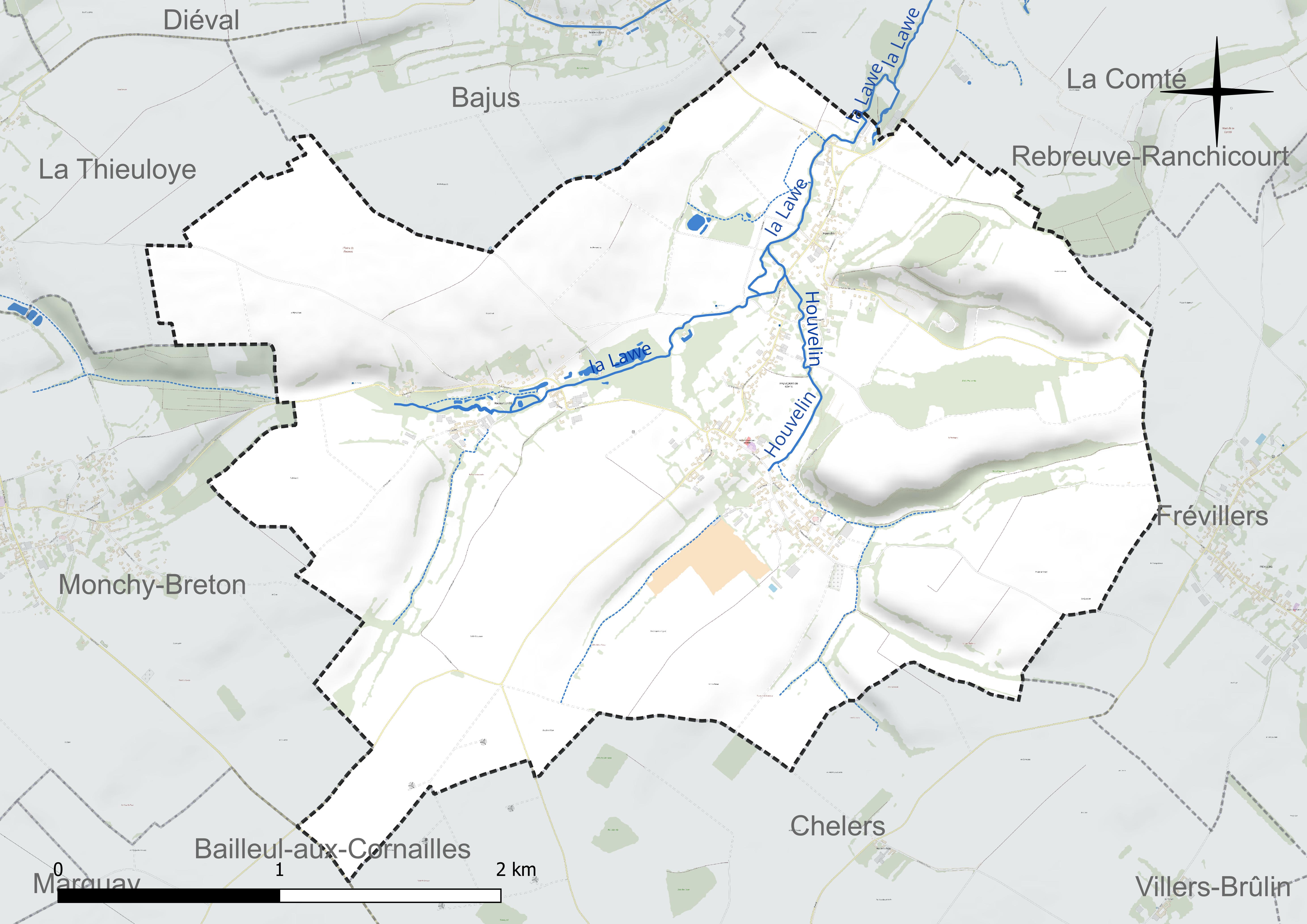
Réseau hydrographique de Magnicourt-en-Comte.

### Climat
Pour des articles plus généraux, voir Climat des Hauts-de-France et Climat du Pas-de-Calais.
En 2010, le climat de la commune est de type climat des marges montargnardes, selon une étude du CNRS s'appuyant sur une série de données couvrant la période 1971-2000. En 2020, Météo-France publie une typologie des climats de la France métropolitaine dans laquelle la commune est exposée à un climat océanique et est dans la région climatique  Côtes de la Manche orientale, caractérisée par un faible ensoleillement (1 550 h/an) ; forte humidité de l’air (plus de 20 h/jour avec humidité relative > 80 % en hiver), vents forts fréquents. 
Pour la période 1971-2000, la température annuelle moyenne est de 10 °C, avec une amplitude thermique annuelle de 13,7 °C. Le cumul annuel moyen de précipitations est de 844 mm, avec 13,2 jours de précipitations en janvier et 8,8 jours en juillet. Pour la période 1991-2020, la température moyenne annuelle observée sur la station météorologique la plus proche, située sur la commune de Fiefs à 16 km à vol d'oiseau, est de 10,4 °C et le cumul annuel moyen de précipitations est de 1 070,6 mm,. Pour l'avenir, les paramètres climatiques de la commune estimés pour 2050 selon différents scénarios d'émission de gaz à effet de serre sont consultables sur un site dédié publié par Météo-France en novembre 2022.

### Milieux naturels et biodiversité

#### Zone naturelle d'intérêt écologique, faunistique et floristique
L’inventaire des zones naturelles d'intérêt écologique, faunistique et floristique (ZNIEFF) a pour objectif de réaliser une couverture des zones les plus intéressantes sur le plan écologique, essentiellement dans la perspective d’améliorer la connaissance du patrimoine naturel national et de fournir aux différents décideurs un outil d’aide à la prise en compte de l’environnement dans l’aménagement du territoire.
Le territoire communal comprend une ZNIEFF de type 1 : les pelouses et bois de la Comté et du mont d'Anzin. Cette ZNIEFF fait partie d’un ensemble de coteaux crayeux en grande partie boisés.

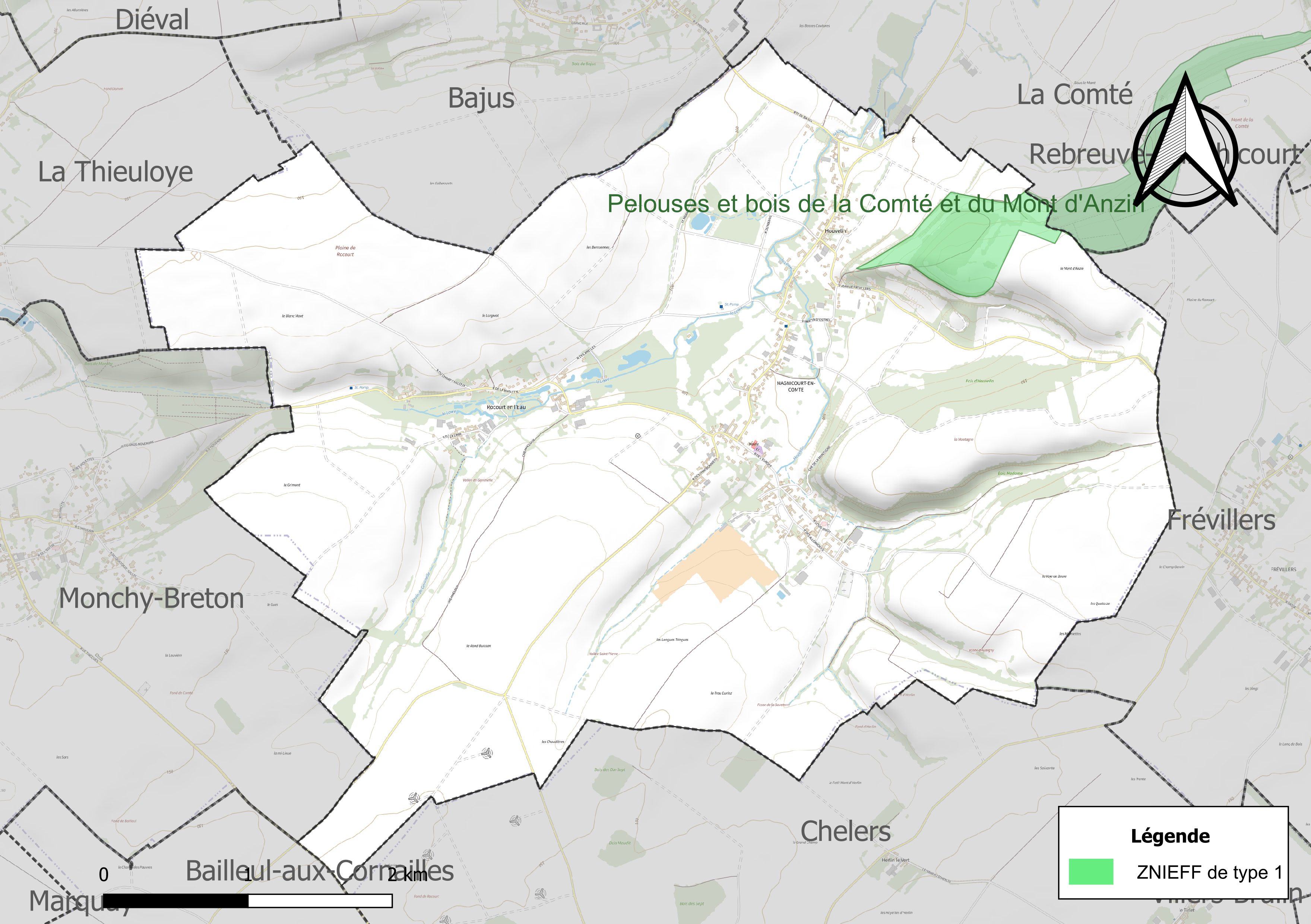
Carte de la ZNIEFF sur la commune.

#### Espèces faunistiques et floristiques
L’Inventaire national du patrimoine naturel (INPN) recense plusieurs espèces faunistiques et floristiques sur le territoire de la commune dont certaines sont protégées et d’autres menacées et quasi-menacées.

## Urbanisme

### Typologie
Au 1er janvier 2024, Magnicourt-en-Comte est catégorisée commune rurale à habitat dispersé, selon la nouvelle grille communale de densité à sept niveaux définie par l'Insee en 2022.
Elle est située hors unité urbaine. Par ailleurs la commune fait partie de l'aire d'attraction de Saint-Pol-sur-Ternoise, dont elle est une commune de la couronne,. Cette aire, qui regroupe 72 communes, est catégorisée dans les aires de moins de 50 000 habitants,.

### Occupation des sols

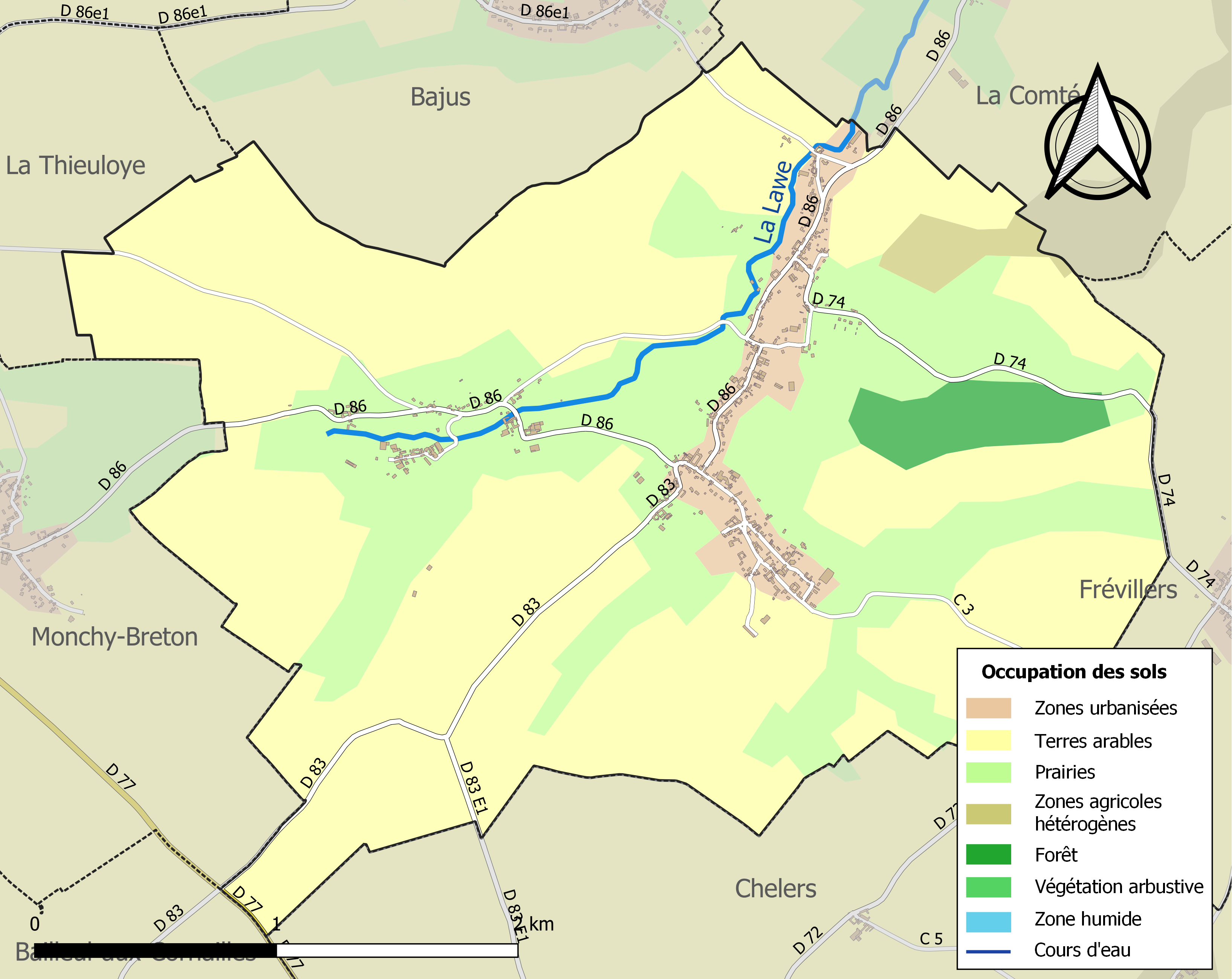
Carte de l'occupation des sols de la commune en 2018 (CLC).

L'occupation des sols de la commune, telle qu'elle ressort de la base de données européenne d’occupation biophysique des sols Corine Land Cover (CLC), est marquée par l'importance des territoires agricoles (92,7 % en 2018), une proportion identique à celle de 1990 (92,7 %). La répartition détaillée en 2018 est la suivante : 
terres arables (62,5 %), prairies (28,9 %), zones urbanisées (4,7 %), forêts (2,6 %), zones agricoles hétérogènes (1,3 %).
L'IGN met par ailleurs à disposition un outil en ligne permettant de comparer l’évolution dans le temps de l’occupation des sols de la commune (ou de territoires à des échelles différentes). Plusieurs époques sont accessibles sous forme de cartes ou photos aériennes : la carte de Cassini (XVIIIe siècle), la carte d'état-major (1820-1866) et la période actuelle (1950 à aujourd'hui).

## Toponymie
Le nom de la localité est attesté sous les formes Manicurt (1104) ; Manincurt (1119) ; Maignicourt (vers 1136) ; Mainicurt (1141) ; Maingnicourt (1158) ; Maignicurt (1168) ; Mainnicort (1179) ; Mannicurt (1184) ; Maignichort (1204) ; Magnicort (1220) ; Manicuria, Magnicuria, Mangnicort, Manicourt (XIIIe siècle) ; Mainnicourt (1376) ; Maignicourt (XVe siècle) ; Magnicourt-en-Comté (1761).
Le village fait partie de l'aire linguistique du picard, et est appelée Manicourt-in-Comteï dans cette langue.

## Histoire
Le nom Magnicourt est d'origine carolingien ou mérovingien. Ce village se trouvait entre deux territoires, d'un côté vers le nord de Béthune d’influence germanique vivait un propriétaire nommé Magny ou Maning, et vers le sud d’influence romanisante où se trouve un grand domaine appelé Magnus curtis. Ce village a surement une origine ancienne, en raison de l'ancienneté de l’église du XIIe siècle et dédiée à saint Léger sachant que les églises nommés ainsi sont d'anciennes paroisses.
Le village est la juxtaposition de trois paroisses, Rocourt qui appartenait au comté de Saint-Pol-sur-Ternoise, Houvelin à l'abbaye de Saint-Amé de Douai et Magnicourt à l’évêché d’Arras.
Pendant la Première Guerre mondiale, des troupes françaises ont parfois stationné sur la commune, située à l'arrière du front de l'Artois, comme par exemple en octobre-novembre 1915, sur les hameaux d'Houvelin et de Rocourt, ou en février 1916 sur Magnicourt et Rocourt.

## Politique et administration

### Découpage territorial
La commune se trouve dans l'arrondissement d'Arras du département du Pas-de-Calais.

#### Commune et intercommunalités
La commune fait partie de la communauté de communes des Campagnes de l'Artois qui regroupe 96 communes et compte 33 141 habitants en 2021.

#### Circonscriptions administratives
La commune est rattachée au canton d'Avesnes-le-Comte.

#### Circonscriptions électorales
Pour l'élection des députés, la commune fait partie de la première circonscription du Pas-de-Calais.

### Élections municipales et communautaires

#### Liste des maires
| Période | Période                       | Identité          | Étiquette | Qualité                                                                                    |
| ------- | ----------------------------- | ----------------- | --------- | ------------------------------------------------------------------------------------------ |
| 1912    | 1945                          | Léon Fatou        |           |                                                                                            |
| 1947    |                               | Arthur Lédée      |           |                                                                                            |
| 1959    | 1983                          | Jules Delmotte    |           |                                                                                            |
| 1983    | En cours (au 29 janvier 2021) | Pierre Guillemant |           | Consultant-formateur Président de la CC Atrebatie (2001 → ) Réélu pour le mandat 2020-2026 |

## Population et société

### Démographie
Les habitants sont appelés les Magnicourtois.

#### Évolution démographique
L'évolution du nombre d'habitants est connue à travers les recensements de la population effectués dans la commune depuis 1793. Pour les communes de moins de 10 000 habitants, une enquête de recensement portant sur toute la population est réalisée tous les cinq ans, les populations de référence des années intermédiaires étant quant à elles estimées par interpolation ou extrapolation. Pour la commune, le premier recensement exhaustif entrant dans le cadre du nouveau dispositif a été réalisé en 2005.

En 2022, la commune comptait 645 habitants, en évolution de +1,26 % par rapport à 2016 (Pas-de-Calais : −0,72 %, France hors Mayotte : +2,11 %).
| 1793 | 1800 | 1806 | 1821 | 1831 | 1836 | 1841 | 1846 | 1851 |
| ---- | ---- | ---- | ---- | ---- | ---- | ---- | ---- | ---- |
| 546  | 538  | 505  | 493  | 509  | 520  | 568  | 553  | 561  |

| 1856 | 1861 | 1866 | 1872 | 1876 | 1881 | 1886 | 1891 | 1896 |
| ---- | ---- | ---- | ---- | ---- | ---- | ---- | ---- | ---- |
| 564  | 538  | 580  | 592  | 575  | 527  | 535  | 520  | 505  |

| 1901 | 1906 | 1911 | 1921 | 1926 | 1931 | 1936 | 1946 | 1954 |
| ---- | ---- | ---- | ---- | ---- | ---- | ---- | ---- | ---- |
| 530  | 569  | 579  | 620  | 568  | 557  | 521  | 558  | 546  |

| 1962 | 1968 | 1975 | 1982 | 1990 | 1999 | 2005 | 2006 | 2010 |
| ---- | ---- | ---- | ---- | ---- | ---- | ---- | ---- | ---- |
| 541  | 576  | 567  | 608  | 606  | 553  | 600  | 604  | 625  |

| 2015 | 2020 | 2022 | - | - | - | - | - | - |
| ---- | ---- | ---- | - | - | - | - | - | - |
| 639  | 640  | 645  | - | - | - | - | - | - |

#### Pyramide des âges
En 2018, le taux de personnes d'un âge inférieur à 30 ans s'élève à 34,2 %, soit en dessous de la moyenne départementale (36,7 %). À l'inverse, le taux de personnes d'âge supérieur à 60 ans est de 25,9 % la même année, alors qu'il est de 24,9 % au niveau départemental.
En 2018, la commune comptait 311 hommes pour 335 femmes, soit un taux de 51,86 % de femmes, légèrement supérieur au taux départemental (51,50 %).
Les pyramides des âges de la commune et du département s'établissent comme suit.
| Hommes | Classe d’âge | Femmes |
| ------ | ------------ | ------ |
| 0,3    | 90 ou +      | 1,2    |
| 7,8    | 75-89 ans    | 7,8    |
| 16,6   | 60-74 ans    | 18,1   |
| 21,1   | 45-59 ans    | 16,9   |
| 21,8   | 30-44 ans    | 20,2   |
| 13,0   | 15-29 ans    | 16,3   |
| 19,5   | 0-14 ans     | 19,6   |

| Hommes | Classe d’âge | Femmes |
| ------ | ------------ | ------ |
| 0,5    | 90 ou +      | 1,6    |
| 5,6    | 75-89 ans    | 8,9    |
| 16,7   | 60-74 ans    | 18,1   |
| 20,2   | 45-59 ans    | 19,2   |
| 18,9   | 30-44 ans    | 18,1   |
| 18,2   | 15-29 ans    | 16,2   |
| 19,9   | 0-14 ans     | 17,9   |

## Culture locale et patrimoine

### Lieux et monuments
- L'église Saint-Léger, église fortifiée édifiée au XIIe siècle[34].

- Le monument aux morts, surmonté d'une croix latine, dédié aux combattants de la Première Guerre mondiale[35]. Il fut réaménagé en 2018.

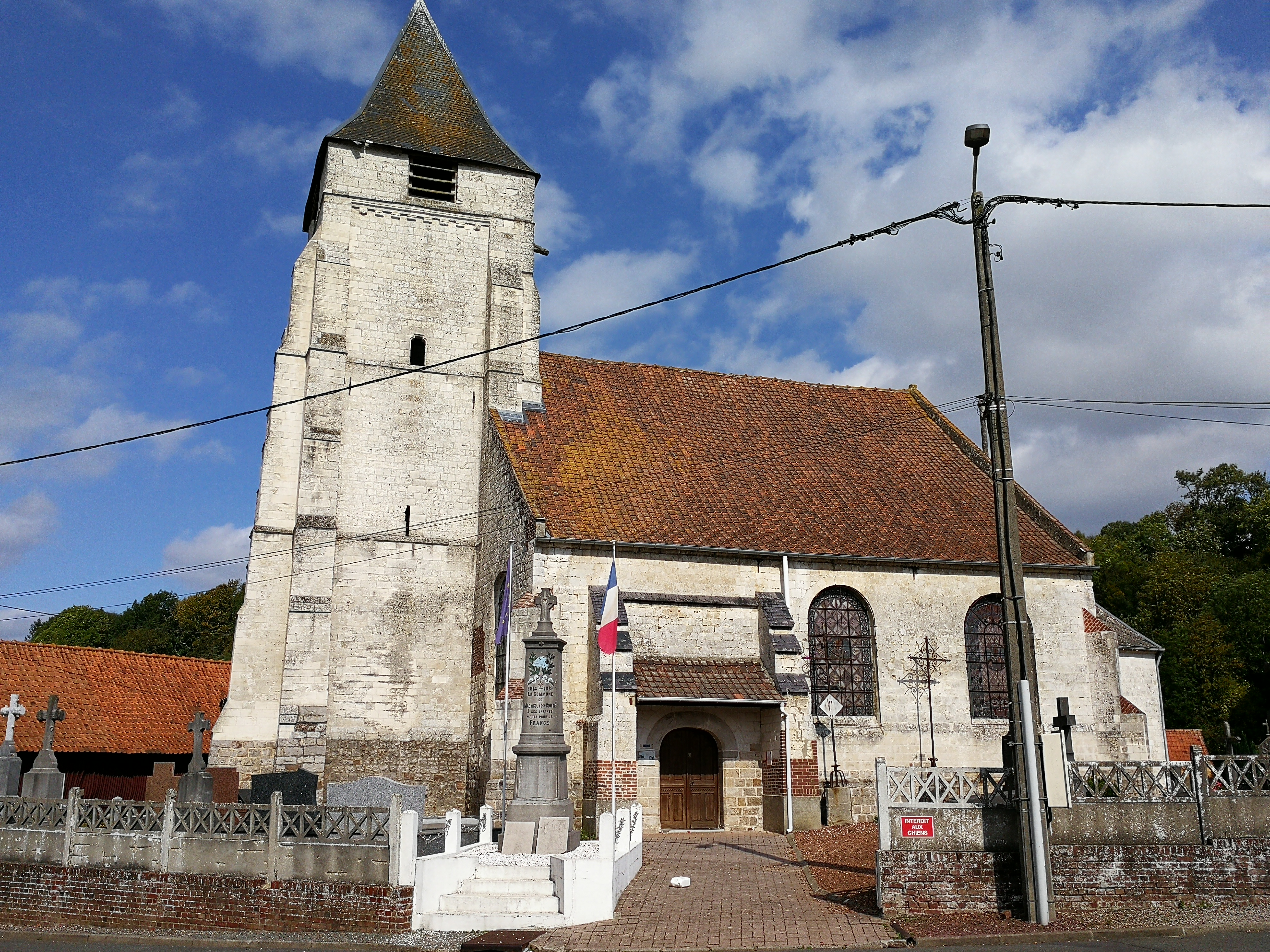
L'église Saint-Léger et l'ancien monument aux morts.
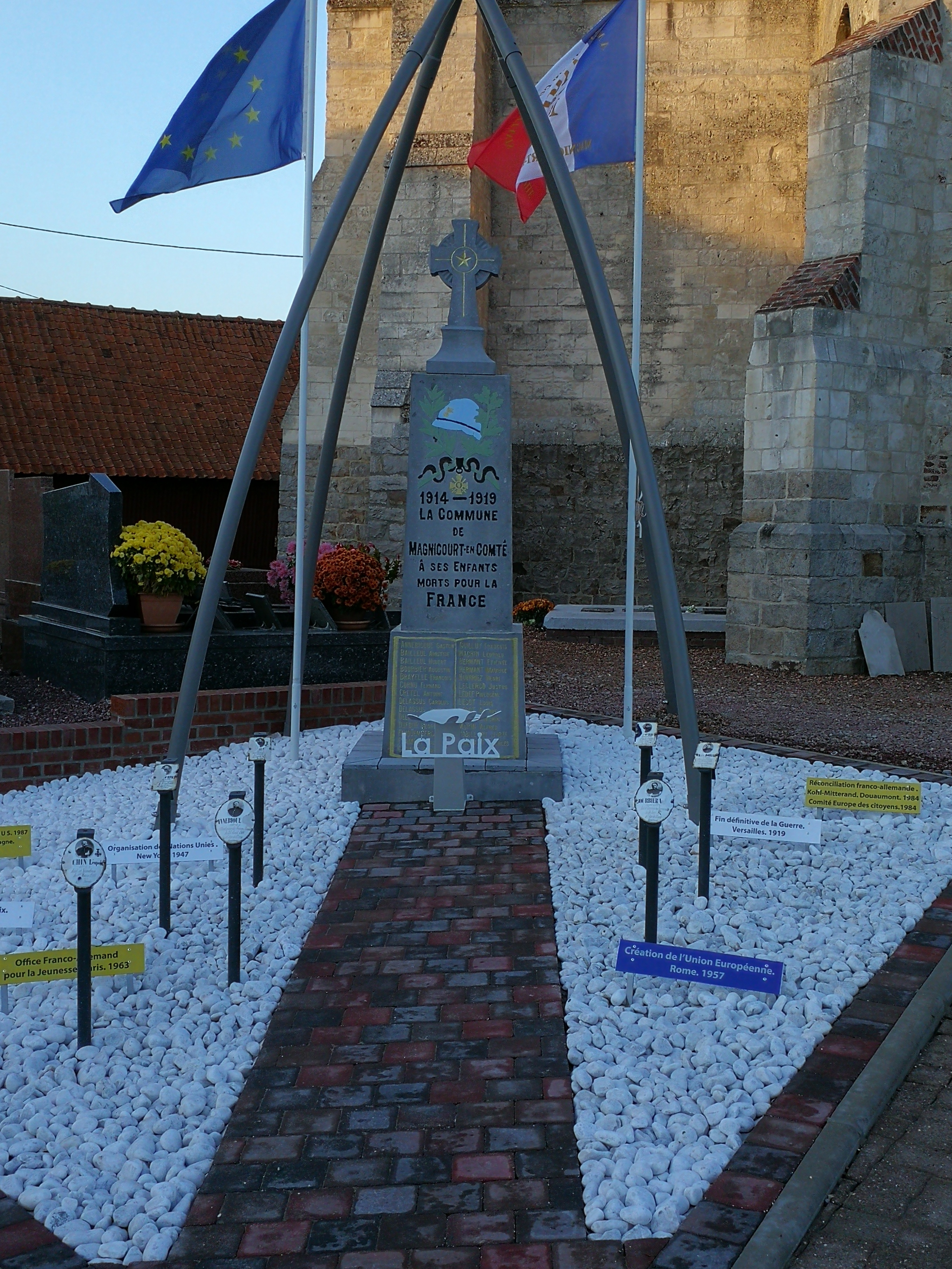
Le monument aux morts réaménagé, 2018.

### Héraldique
|  | Les armes de la ville se blasonnent ainsi : d'or aux deux fasces ondées d'azur. |

## Pour approfondir

#### Bases de données, dictionnaires et encyclopédies
- Ressources relatives à la géographie :   - Insee (communes)
  - Ldh/EHESS/Cassini
- Ressource relative à plusieurs domaines :   - Annuaire du service public français
- Notices d'autorité :   - BnF (données)

#### Autres liens externes
- Site de la commune
- Dossier de la commune sur le site de l'Insee[Note 5], [lire en ligne]
- La commune sur le site des archives départementales du Pas-de-Calais, [lire en ligne]
- La commune sur Remonter le temps, sur le site de l’IGN, [lire en ligne][Note 6]
- « La commune » sur Géoportail.